# Nina Paley

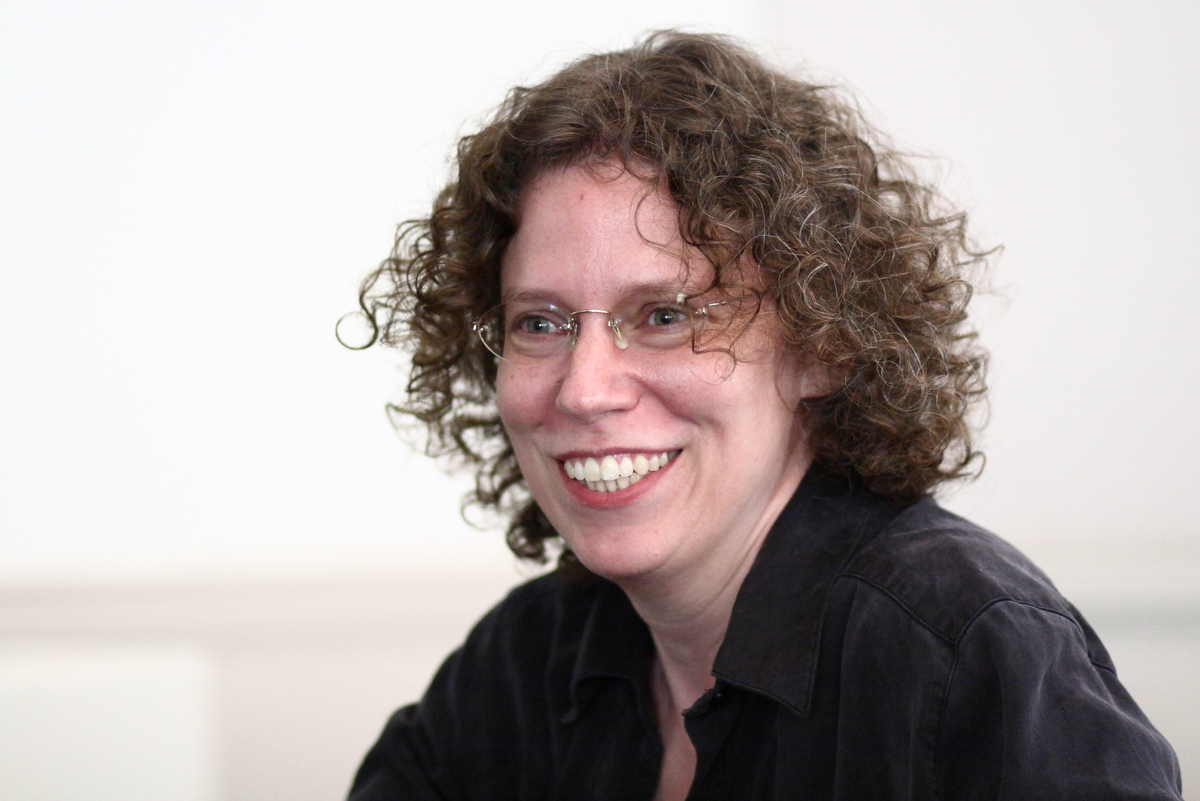
Nina Paley, 2009

Nina Carolyn Paley (geb. 3. Mai 1968 in Urbana, Illinois, USA) ist eine US-amerikanische Comiczeichnerin, Animatorin und Aktivistin für Freie Kultur. Sie war die Zeichnerin und oft auch die Autorin der Comicstrips Nina’s Adventures und Fluff. Danach arbeitete sie hauptsächlich im Bereich Animation. Am bekanntesten ist sie für den 2008 entstandenen animierten Feature-Film Sita Sings the Blues, der auf dem indischen Nationalepos Ramayana basiert und Parallelen zu ihrem persönlichen Leben aufweist. Im Jahr 2018 stellte sie ihr zweites animiertes Feature fertig, Seder-Masochism, eine Nacherzählung des Buches Exodus als Patriarchat, das aus der Anbetung von Göttinnen entsteht.
Paley vertreibt einen Großteil ihrer Arbeit, darunter Ninas Abenteuer, Fluff und die gesamte Originalarbeit in Sita Sings The Blues, unter einer Copyleft-Lizenz.
Seit Januar 2021 betreibt Paley mit Corinna Cohn den Podcast Heterodorx.

## Jugend und Ausbildung
Paleys Eltern sind Jean (Passovoy) und Hiram Paley. Ihre Familie ist jüdisch. Ihr Vater war Mathematikprofessor an der Universität von Illinois und in den frühen 1970er Jahren für eine Amtszeit Bürgermeister von Urbana.
Sie besuchte örtliche Grundschulen und Highschools und machte 1986 ihren Abschluss an der University High School in Urbana. In Zusammenarbeit mit dem Geschichtslehrer der University High School, Chris Butler, illustrierte sie den Comic History of the North Pole und studierte zwei Jahre lang Kunst an der University of Illinois. Dann brach sie ihr Studium ab. Während ihres Studiums erschien ihr Comic Joyride in der Zeitung The Daily Illini.

## Nina’s Adventuresund andere Werke

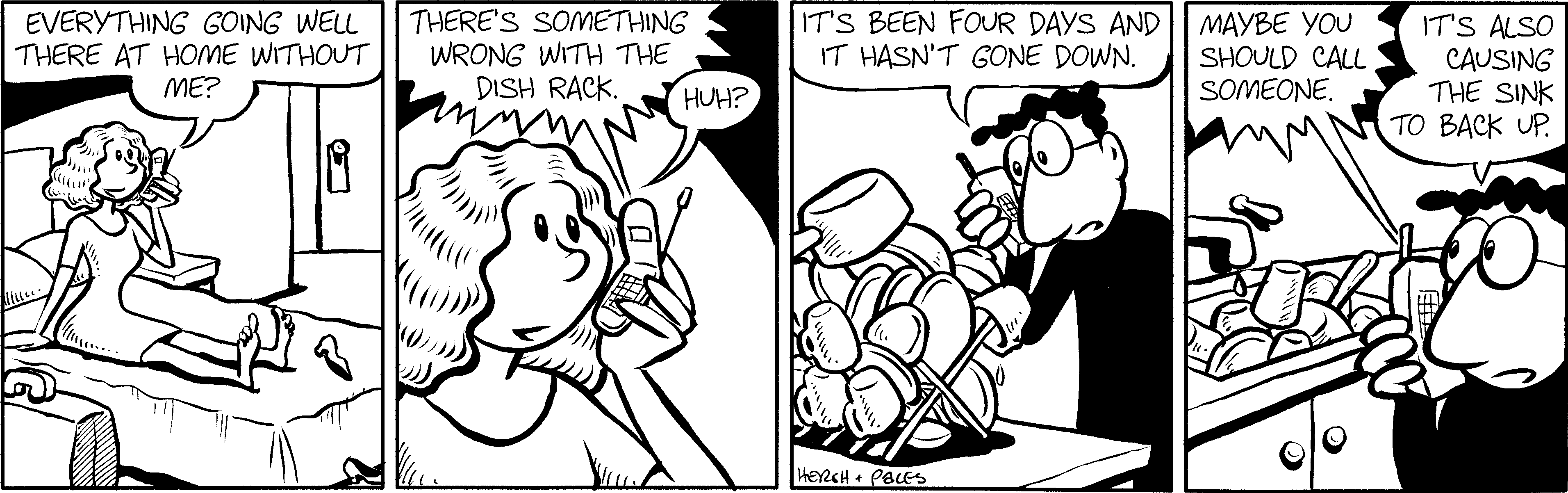
Comicstrip The Hots

1988 zog Paley nach Santa Cruz (Kalifornien) und begann, den Comicstrip Nina’s Adventures zu schreiben und zu zeichnen. 1991 illustrierte sie The Santa Cruz Haggadah und zog nach San Francisco.
Im Jahr 2002 schrieb und inszenierte sie Fetch!, ein humorvolles kurzes Cartoon Feature, das auf verschiedenen optischen Täuschungen basiert und sich seitdem großer Beliebtheit erfreut.
Ab 2002 konzentrierte sich Paley in ihrer Arbeit auf das kontroverse Thema des Bevölkerungswachstums. Der bemerkenswerteste Beitrag, den sie zu diesem Thema produzierte, war The Stork (Der Storch), in dem die natürliche Umwelt durch Störche, die gebündelte Babys abwerfen, bis zur Zerstörung bombardiert wird. Der Film ist ein kompakter Ausdruck des Konflikts zwischen der wachsenden menschlichen Bevölkerung und dem Ökosystem, in dem sie leben muss. Der 3½-minütige Film war ein beachtlicher Erfolg auf Festivals und führte zu einer Einladung zum Sundance Film Festival.
In dieser Zeit hat Paley auch mehrere Comics für das Voluntary Human Extinction Movement beigesteuert, dessen Mitglied und gelegentliche Sprecherin sie ist. Ihre Arbeiten für die Gruppe sind immer noch auf deren offizieller Website zu sehen.
2012 stellte Paley auf dem Videoportal Vimeo eine Animation mit dem Titel This Land Is Mine ein, die die Konflikte im Nahen Osten im Laufe der Geschichte darstellt; die Animation wurde von den Mitarbeitenden der Plattform besonders erwähnt.
Zwischen den Projekten hat Paley als freiberufliche Regisseurin bei den Duck Studios in Los Angeles gearbeitet. Außerdem hat sie im Abschnitt für Design und Technologie der Parsons School of Design New York unterrichtet, die zur Universität The New School gehört.

### Apocalypse Animated

Eine Animation des biblischen Baum des Lebens in der Offenbarung 22:14, Teil des Projekts Apocalypse Animated

Im Februar 2022 schloss Paley ihr Projekt Apocalypse Animated ab, bei dem sie fast 300 animierte Schleifen für das Buch der Offenbarung erstellte. Paley erstellte auch Linsenrasterbilder mit zehn ausgewählten Animationen. Paley veröffentlichte unkomprimierte Apple ProRes-Videos in Ultra HD (3840 × 2160 Pixel) mit einer Länge von fast 12 Minuten unter einer CC-BY-SA-Lizenz und regte zum Remixen des Materials an, indem sie vorschlug, eine Audio-Lesung des Buches der Offenbarung aufzunehmen und mit den Animationen zu vermischen.

## Feature-Filme
Im Jahr 2018 hat Paley zwei animierte Feature-Filme produziert.

### Sita Sings the Blues
Im Jahr 2002 zog Paley nach Trivandrum, Indien, wo ihr Mann einen Job angenommen hatte. Während sie geschäftlich wegen ihres dritten Comicstrips, The Hots, in New York City war, beendete ihr Mann die Ehe. Da sie weder nach Trivandrum noch nach San Francisco zurückkehren konnte, zog sie nach Brooklyn, New York. Ihre persönliche Krise veranlasste sie, sich intensiver mit dem indischen Epos Ramayana zu befassen, dem sie in Indien begegnet war. Es motivierte sie dazu, einen kurzen Animationsfilm zu produzieren, der eine Episode aus dem Ramayana mit dem 1929 von Annette Hanshaw aufgenommenen Torch Song Mean To Me kombiniert. Später fügte Paley weitere Episoden und anderes Material zu dem Werk hinzu, das heute Sita Sings the Blues heißt. Viele der Episoden wurden auf Animationsfestivals gezeigt. Sie erweiterte das Werk zu einer abendfüllenden Bearbeitung des Ramayana, in deren Mittelpunkt Ramas Frau Sita steht. Dabei setzte sie verschiedene Animationsstile und -techniken ein.
Das fertige Werk wurde am 11. Februar 2008 bei den Internationalen Filmfestspielen Berlin uraufgeführt und hatte am 25. April 2008 auf dem Tribeca Film Festival seine nordamerikanische Premiere. Der Film wurde auf mehr als 150 Filmfestivals weltweit gezeigt und auf PBS in New York City ausgestrahlt. Für ihre Arbeit an Sita Sings the Blues wurde Paley für einen Independent Spirit Award nominiert und erhielt mehr als 35 internationale Auszeichnungen, darunter den Hauptpreis des Animationsfilmfestivals in Annecy 2008. Die New York Times beschrieb Sita als „ehrgeizig und bildgewaltig“ und der Film wurde von der NYT als „Critic’s Pick“ ausgezeichnet.

### Seder-Masochism

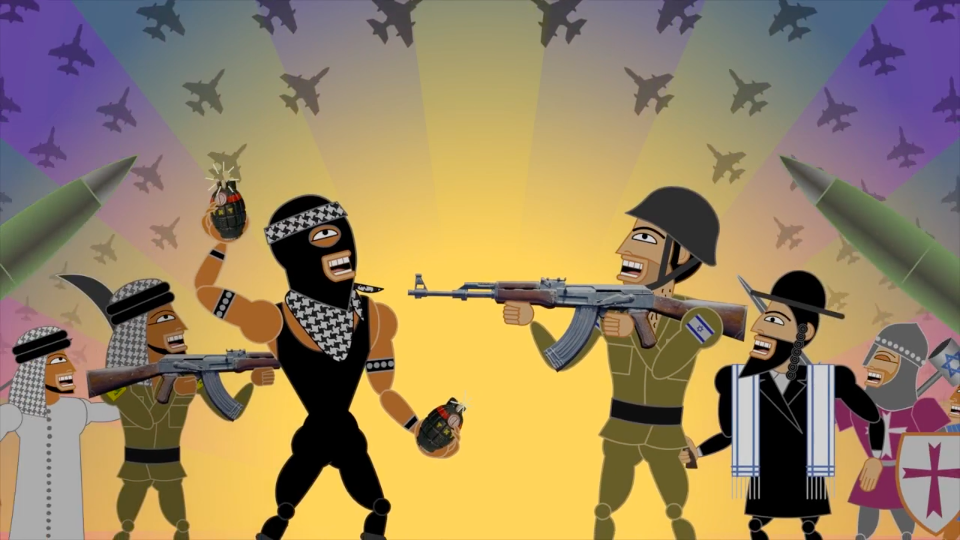
Die Musical-Nummer This Land Is Mine aus Seder-Masochism

2011 begann sie mit der Arbeit an einem Projekt namens Seder-Masochismus, einem Animationsfilm über den Exodus, der den Aufstieg des Patriarchats und den Fall der Götterverehrung zeigt. Erste Unterstützung erhielt das Projekt durch eine Crowdfunding-Kampagne auf Kickstarter. Im Juni 2018, nachdem sie sechs Jahre lang sporadisch an dem Film gearbeitet hatte, wurde Seder-Masochism auf dem Internationalen Animationsfilmfestival von Annecy in Frankreich uraufgeführt. Kritiker verglichen Paleys Stil mit Monty Python und lobten den respektlosen Humor des Films. In Polen wurde der Film auf dem ANIMATOR-Filmfestival gezeigt, wo er vom Publikum zum besten Feature-Animationsfilm des Festivals gewählt wurde.
Bevor der Film in die Kinos kam, lud Paley ausgewählte Szenen auf den Video-Portalen YouTube und Vimeo hoch. Die Szene This Land Is Mine wurde 2012 zum ersten Mal hochgeladen und hatte bis 2014 auf beiden Plattformen zusammen 10 Millionen Aufrufe.

## Aktivismus für freie Kultur
Aufgrund von Hindernissen bei der Freigabe der Rechte an Hanshaws Aufnahmen für Sita Sings the Blues beteiligte sich Paley aktiv am Free Culture Movement.
Seit 2009 ist sie Artist in Residence bei der gemeinnützigen Organisation QuestionCopyright.org, wo sie unter anderem die Projekte Minute Memes und das Sita Distribution Project leitet. Minute Memes ist eine Serie von kurzen („einminütigen“) Video-„Memes“, die Paley über Urheberrechtsbeschränkungen und künstlerische Freiheit erstellt hat. Sie schrieb und sang den Song Copying Isn’t Theft, der von anderen Leuten frei geremixt werden kann, und veröffentlichte den animierten Clip als Minute Meme #1. Untertitel für den Song wurden in 10 weiteren Sprachen erstellt und Aufführungen in brasilianischem Portugiesisch, Französisch, Italienisch und Spanisch veröffentlicht.
Die folgenden Animationen in dieser Reihe sind All Creative Work Is Derivative, EFF Tribute und Credit is „Due“: The Attribution Song. Außerdem hat sie Understanding Free Content geschrieben, einen illustrierten Leitfaden zum Thema Freie Inhalte.
2010 startete sie den neuen Comicstrip Mimi & Eunice, in dem sie Probleme und Paradoxien des geistigen Eigentums beleuchtet.
Sie hat viele ihrer Arbeiten, darunter Nina’s Adventures, Fluff und alle Originalarbeiten in Sita Sings The Blues, unter einer Copyleft-Lizenz veröffentlicht. Die Website von Sita Sings the Blues enthält ein Wiki, in dem die Fans übersetzte Untertitel für die DVD des Films beigesteuert haben.
Paley erhielt 2010 einen IP3-Preis von der Non-Profit-Organisation Public Knowledge „für ihre Arbeit im Bereich des geistigen Eigentums“.

## Ansichten über Gender
Paley bezeichnet sich selbst als „genderkritisch“ und schreibt auf ihrem Blog und in den sozialen Medien häufig über das Thema. Aufgrund ihrer Online-Kommentare protestierten Trans-Rechte-Aktivisten in Champaign, Illinois, gegen eine Aufführung von Seder-Masochism im Jahr 2019. Sie war Unterzeichnerin eines offenen Briefes, den The Sunday Times veröffentlichte, um J. K. Rowling gegen Kritik wegen der ihr vorgeworfenen Transphobie zu verteidigen. In einem Interview mit Feminist Current erklärte sie, dass sie bei der Erwähnung von Transgender-Personen nicht unbedingt die Pronomen verwendet, die die Person benutzt. Sie sagte: „Wenn ein Mann die Pronomen ‚sie‘ verwendet... steht es ihm frei, sich so zu identifizieren, wie er möchte. Aber es steht uns allen auch frei, Dinge so zu bezeichnen, wie wir sie wahrnehmen.“ Paley ist eine regelmäßige Beitragende des genderkritischen Podcasts „Heterodorx“.

## Privatleben
Paley ist jüdischer Abstammung, aber erklärte Atheistin, wie es schon ihr Vater war.
Paley identifiziert sich als „freiwillig kinderlos“.
Im Jahr 2011 begann Paley mit der Herstellung von Kunstquilts. Die erste öffentliche Ausstellung ihrer Quilts fand im Juni 2013 im Zentrum von Illinois statt.

## Werke

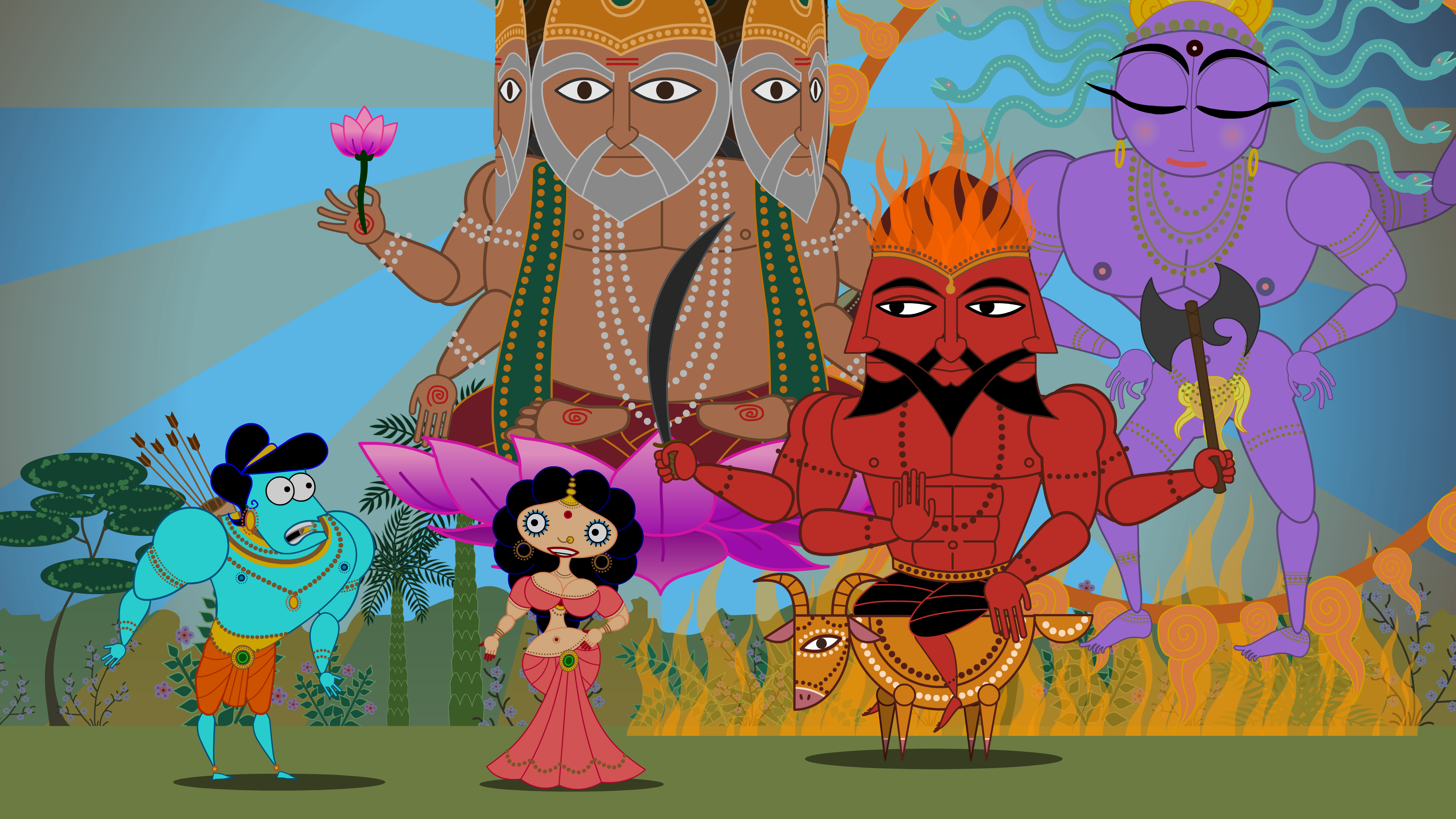
Standbild aus dem Feature-Film Sita Sings the Blues

### Comics und comic strips
- Casey Jones für Grateful Dead Comix (1991)[60]
- Nina’s Adventures
- Fluff
- The Hots
- Mimi & Eunice

### Filmografie
Features
- Sita Sings the Blues (82 min, 2003–2008, digitale 2-D Animation. Farbe)
- Seder-Masochism (2018)

Kurzfilme
- Cancer (1998. Drawing directly on film. 2 minutes. Color. 35mm.)
- Luv Is... (1998. Knetanimation. 3,5 Minuten. Beta SP / Super-8. Farbe)
- I (heart) My Cat (1998. Knetanimation. 3 Minuten. 16 mm. Farbe)
- Pandorama (2000. Direkt auf den Film gezeichnet. 3 Minuten. Farbe. 15perf/70mm – auch bekannt als "IMAX")
- Fetch![61] (2001. 2-D Computer Animation. 4,5 Minuten 35 mm. Farbe)
- Thank You for Not Breeding[62] (2002. Documentation. 36 Minuten. Video. Farbe)
- The Stork[63] (2002. 2-D Computer Animation (Flash/Photoshop/Final Cut Pro). 3 Minuten. Video. Farbe)
- Goddess of Fertility (2002. 2-D Digitalanimation. 2 Minuten. Knetanimation auf Glas. Farbe. 35 mm)
- Fertco (2002. 2-D Digitalanimation. 3 Minuten. Farbe. Video)
- The Wit and Wisdom of Cancer[64] (2002. 2-D Digitalanimation. 4,5 Minuten. Farbe. Dialog. Video)
- On Children, ein Abschnitt in Kahlil Gibran’s The Prophet (2015. 2-D Digitalanimation. Farbe)[65]

Musikvideos

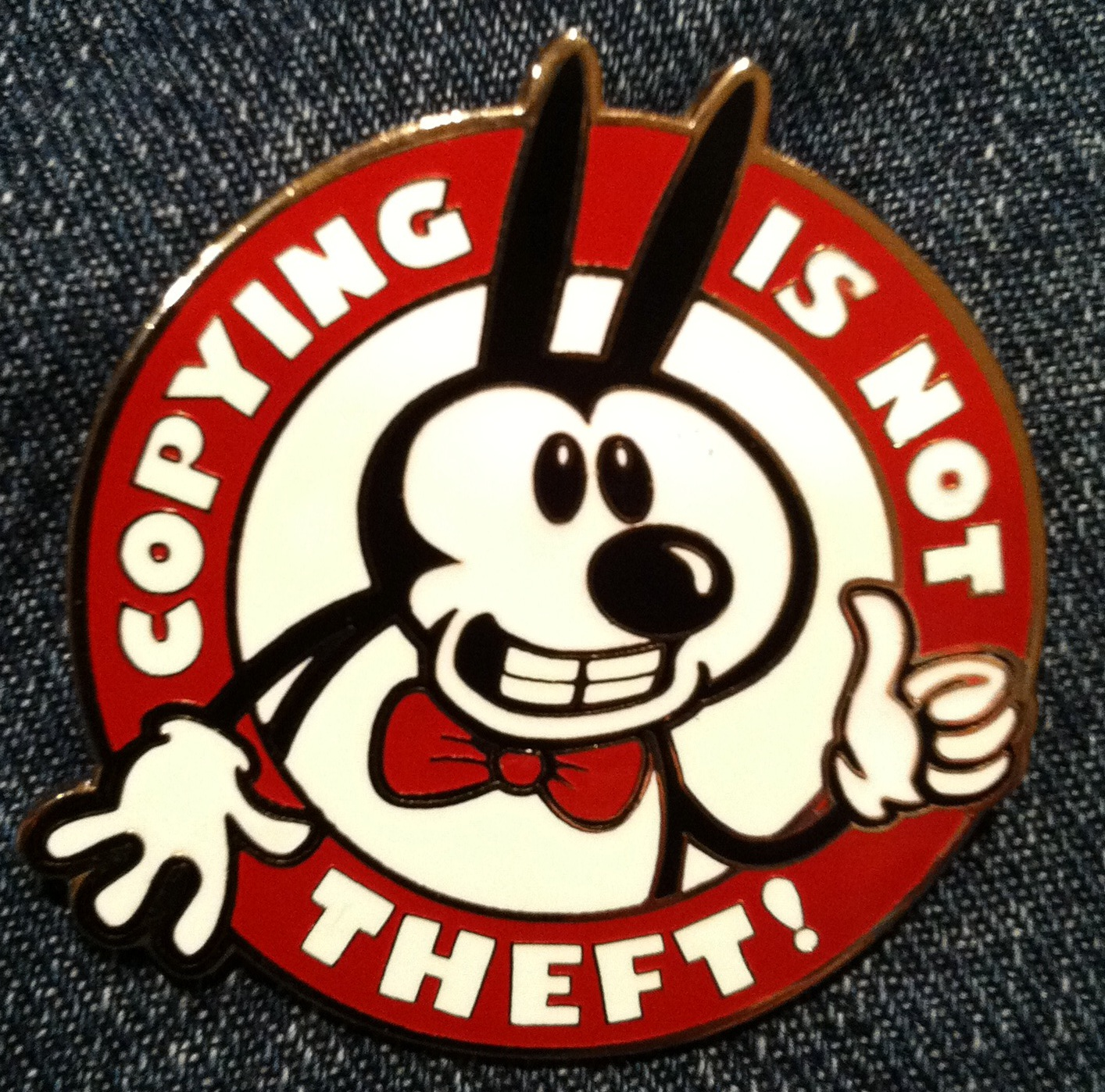
„Copying is not theft!“-Badge von Paley

- Connie Champagne – "Copying Is Not Theft" (2009) Animation, Text und Melodie von Paley.[66][43][67]
- Todd Michaelsen "All Creative Work Is Derivative" (2010) Unter Verwendung von Michaelsens "Sita’s String Theory" and Paleys Animationen.[44][68]
- Evanescent – "Credit Is Due (The Attribution Song)" (2011) Animation, Text und Melodie von Paley.[69][46]
- Intuitive Gym – Her Story. Unter Verwendung von Paleys Animationen.
- Gala – "Parallel Lines" (2021) Animation von Paley.[70][71]
- Milton Estes and His Musical Millers – "When the Fire Comes Down" (2022) Animation von Apocalypse Animated

### Andere Werke
- Quilts
- "Apocalypse Animated" und Linsenrasterbildkarten mit Animationen aus dem Film.[72]
- "Agents of H.A.G." Comic-Buch
- GENDER WARS-Karten
- "Hundred Dollar Drawings", mit Anweisungen, die auf zwei oder weniger Wörter begrenzt sind.[73]
- MysticSymbolic[74]

### Medienauftritte und Talks
- The Tom and Doug Show – Paley war regelmäßiger Gast in der landesweit ausgestrahlten Radioshow Tom and Doug, einer wöchentlichen Comedy-Musiksendung im Pacifica Radio Network.[75] Sie zeigte ihren Film The Wit and Wisdom of Cancer in der Sendung 304, diskutierte ihr „Christmas Resistance Movement“ in der Sendung 336, besprach Tom und Dougs Songs Gangsta Knitter und Sooner or Later in der Sendung 232, diskutierte Sita Sings the Blues in der Sendung 361, und Tom und Doug schrieben ihren Song Copying is Not Theft um und spielten ihn ihr in der Sendung 377 vor.[76]
- Talk "Copyright is Brain Damage" at TEDxMaastricht[77]